# Мирослава Копинець
Мирослава Степанівна Шип, псевдонім Мирослава Копинець (до шлюбу Жупанин; нар. 5 лютого 1980, Ужгород Закарпатська область) — українська етно-співачка, що виконує українські народні пісні закарпатським діалектом, а також обробки народних пісень у жанрі етноелектроніки. Солістка Заслуженого академічного Закарпатського Народного хору (2012—2024). Лауреатка музичного конкурсу Червона Рута 2013 року. Учасниця талант-шоу «Голос країни» 2012 року.

## Життєпис

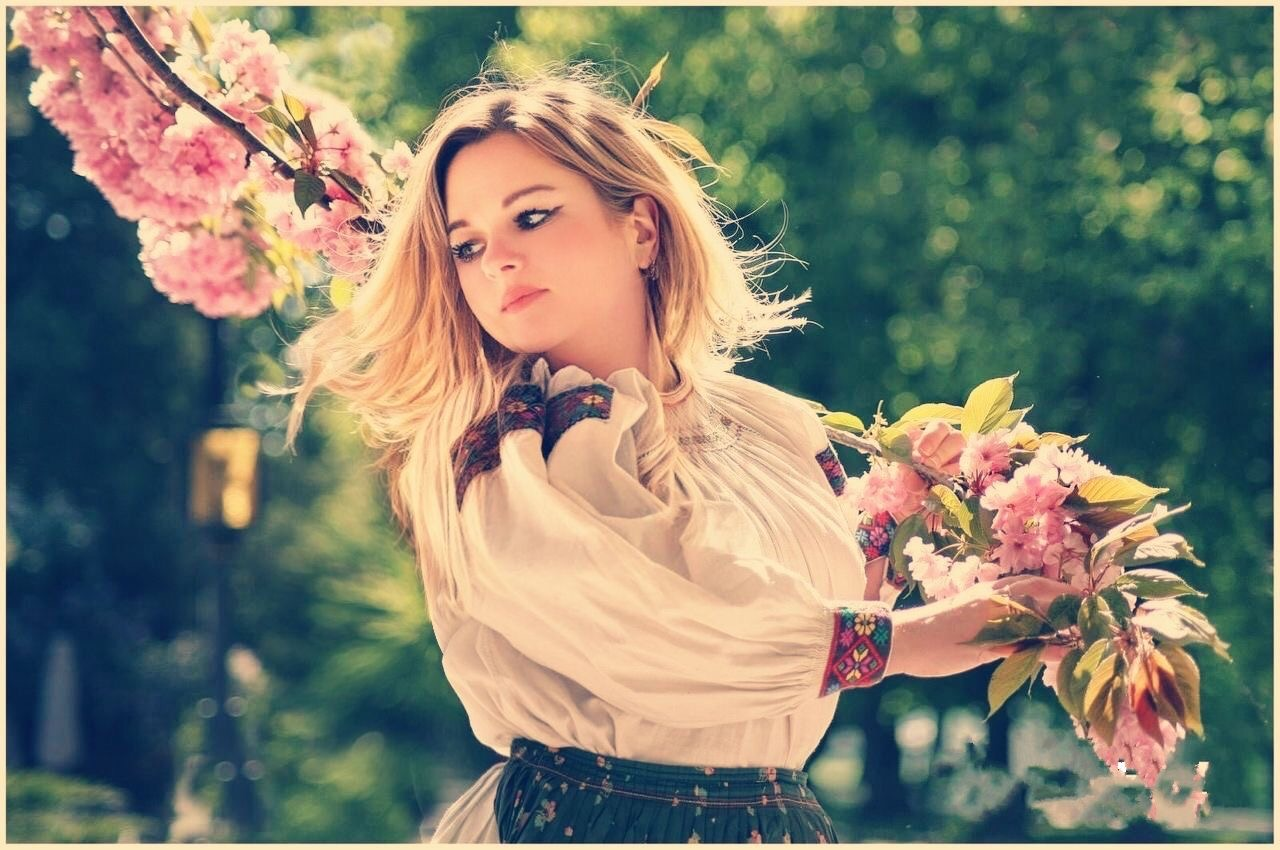
Мирослава Копинець

Народилася в місті Ужгороді в родині поета Степана Жупанина та вчительки Терезії Михайлівни (до шлюбу Копинець; 16.08.1940-21.11.2010).
Пд час навчання в ужгородській школі № 8, на той час теж російськомовній, брала участь у вокальному ансамблі «Джерельце», під керівництвом своєї матері Терезії. Ансамбль мав у репертуарі українські, російські, польські, словацькі, білоруські, угорські, німецькі народні пісні.

## Нагороди
- Лауреатка конкурсу «Таланти твої, Україно», 1993 р (Одеса)
- Третє місце конкурсу Червона Рута 2013 року[2]
- Гран-прі конкурсу «Закарпатський едельвейс» 2015[6]
- Почесна відзнака Ужгородської міської ради, 2018[7]

## Альбоми
- «Ruthenia» (2013) містить 12 народних пісень в обробці О. Соліча

## Кліпи
- Чотири воли пасу я (2013)
- Не пий, коню, воду (2015)
- Під дубиною (2017)
- Не спала я сиї ночі (2020)
- Ей Вівчарику (2020)
- Прийшов, Прийшов, Приталапав (2021)

### У дуеті
- Два Стільці - Тріє царіє (Official Video 2021) на YouTube
- Два Стільці - Під Дубиною (Duet Version 2021) на YouTube
- Два Стільці - Не спала я сиї ночі (Studio Version 2020) на YouTube